# Carlin Isles

a Compétitions nationales et continentales officielles uniquement.

b Matchs officiels uniquement.
Dernière mise à jour le 27 août 2016.
Carlin Russell Isles, né le 12 novembre 1989 à Massillon, est un sprinter américain devenu joueur de rugby à sept. Il joue pour l'équipe nationale des États-Unis. Isles était présenté comme le joueur de rugby à sept le plus rapide au monde courant le 100 m en 10 s 13 (l'athlète australien Trae Williams, dont le record est de 10 s 10, fit ses débuts sur le circuit mondial de rugby à sept lors du tournoi de Dubaï en décembre 2019).

## Biographie

### Enfance
Carlin Isles connait une enfance difficile, il est adopté à l'âge de 7 ans par Starlett et Charles Isles. Carlin pense que ses parents adoptifs ont joué un rôle important dans sa carrière sportive en lui apportant de la stabilité.

### Carrière dans le rugby
Carlin Isles reprend le rugby à sept en 2012, encouragé par Miles Craigwell, un autre athlète et joueur de football américain qui a fini par jouer au rugby à sept pour les États-Unis. Isles joue avec le club du Aspen RFC. Il attire l'attention des médias à l'été 2012 lorsque Rugby Mag le surnomme « L'homme le plus rapide en Amérique au rugby ».
Isles fait ses débuts pour l'équipe des États-Unis de rugby à sept en octobre 2012 au Gold Coast Sevens en seconde période contre la Nouvelle-Zélande. Il marque un essai lors de sa première minute sur le terrain. Isles continue à être un marqueur régulier de la sélection américaine au cours de l'IRB Sevens World Series. Il est rapidement remarqué pour sa vitesse incroyable. Nigel Starmer-Smith dit à son sujet : « Je n'ai jamais vu quelqu'un si rapide sur un terrain de rugby, XV ou sept, je ne pense pas que quelqu'un d'autre ne puisse le dépasser ».
Annoncé au RC Toulon pour la saison 2013-2014, Carlin Isles ne rejoint pas le club varois mais signe un contrat avec les Glasgow Warriors en Pro12. Il ne jouera aucun match avec les Warriors, mais il jouera avec l'Ayr RFC en Scottish Premiership, club de la province des Glasgow Warriors. En effet, il décide finalement de poursuivre sa carrière au rugby à sept pour jouer avec l'équipe américaine lors des Jeux olympiques d'été de 2016 à Rio de Janeiro, où le rugby à sept sera introduit comme un sport olympique.

### Carrière dans le football américain
Le 26 décembre 2013, il s'engage avec l'équipe des Lions de Détroit évoluant dans la National Football League, le championnat des États-Unis de football américain. Lors d'un entraînement, il court 40 yards (soit environ 36 mètres) en 4 s 22, réalisant ainsi le record de l'année sur cette distance.
En février 2014, il quitte le club pour rejoindre l'équipe de rugby à XV des Glasgow Warriors en Écosse.

## Palmarès

### Tournois des World Series
- Las Vegas rugby sevens 2018
- London rugby sevens 2015
- Dubaï rugby sevens 2015

### Distinctions personnelles
- Meilleur marqueur d'essai du Japan rugby sevens 2015 (avec 7 essais)

- Meilleur marqueur d'essais des World Series 2017-2018 (avec 49 essais)

- Meilleur marqueur d'essais des World Series 2018-2019 (avec 52 essais)

4e marqueur d'essais des World Series 2014-2015